# مسیحیت انجیلی
مسیحیت انجیلی یا اونجلیسم (به انگلیسی: Evangelicalism) شاخه‌ای از پروتستانتیسم با گستردگی جهانی است که جوهر مژده انجیل را، مشتمل بر آموزهٔ رستگاری مبتنی بر لطف از طریق ایمان به تاوان عیسی مسیح می‌پندارد. گرویدن یا تجربه تولد دوباره به اعتقاد انجیلی‌ها اصل مهم رسیدن به رستگاری است. انجیلی‌ها این آیین نخستین‌بار در بریتانیا در دهه ۱۷۳۰ پایه‌گذاری شد و در آمریکا طی متدیسم و بیداری بزرگ در سده‌های ۱۸ و ۱۹ محبوبیت یافت. پیتیسم، تسینتسندرف، پرسبیتری و پوریتن‌ها، فلسفه مسیحیت انجیلی را تحت تأثیر قرار داده‌اند.
این مذهب چهار اعتقاد اساسی دارد:
- لزوم ایمان آوردن شخصی (تولد دوباره)
- اعتقاد بالا به سندیت کتاب مقدس
- اعتقاد گسترده به نجات و آمرزش نهایی توسط عیسی[۵]
- تلاش گسترده برای آموزش و گسترش انجیل

به مبلغان انجیل، مُبَشّران یا مژده‌دهندگان (به انگلیسی: Evangelist) می‌گویند. شعار مژده‌دهندگان بازگشت به انجیل و تغییر جامعه با تحول فرهنگی است، تا از این راه در آمریکا حکومتی بر مبنای بنیادهای انجیل به وجود آورند. به مژده‌دهندگانی که از تلویزیون برنامه‌های تبلیغی خود را پخش می‌کنند کشیش تلویزیونی گفته می‌شود.
برخی از مشهورترین مژده‌دهندگان عبارت‌اند از: پت رابرتسون، جیمی سواگارت، جیم باکر و جری فال ول.
مسیحیت انجیلی از جمله پویاترین جنبش‌های مذهبی در جهان معاصر بوده و در سطح جهان در حال گسترش است.